# Bani Sa'd (huyện)
Huyện Bani Sa'd là một huyện thuộc tỉnh Al Mahwit, Yemen. Đến thời điểm năm 2003, huyện này có dân số 59015 người